# Epilissus prasinus
Epilissus prasinus là một loài bọ cánh cứng trong họ Bọ hung (Scarabaeidae).